# Gastrula

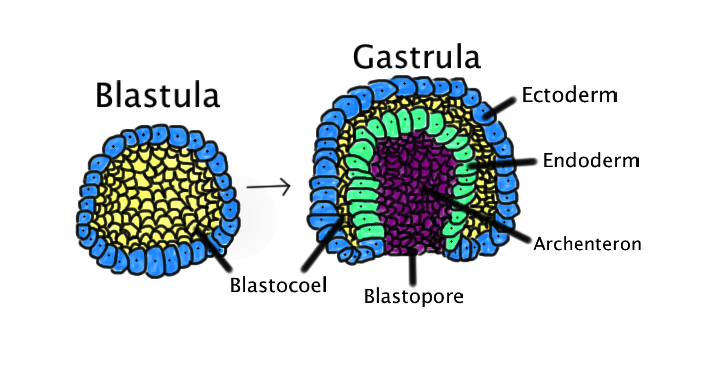
Schemat budowy blastuli oraz gastruli

Gastrula – stadium rozwojowe zarodka większości zwierząt (w tym człowieka) powstające z blastuli w procesie gastrulacji.
U dwuwarstwowców (Diblastica), w tym gąbek (Porifera), jest zbudowana z dwóch warstw komórek: ektodermy (z której powstaje powłoka ciała) i endodermy (z której powstaje prajelito) nazywanych listkami zarodkowymi. Otaczają one pierwotną jamę ciała, czyli gastrocel. W obrębie endodermy tworzy się prajelito z otworem – pragębą (gastropor).
U trójwarstwowców (Triploblastica) gastrula może ulegać dalszym przekształceniom poprzez wytworzenie trzeciej warstwy komórek – mezodermy.